# Zbrodnia
Zbrodnia – czyn człowieka, który spotyka się ze szczególnym potępieniem ze strony społeczności. Termin ten zawsze odnoszono do zbrodni umyślnego pozbawienia życia (zabójstwo, morderstwo), jak i zbrodni przeciw majestatowi (crimen laesae maiestatis).

## Prawo polskie
W rozumieniu polskiego prawa karnego zbrodnia to czyn zabroniony zagrożony karą pozbawienia wolności na czas nie krótszy od lat 3 albo karą surowszą (zob. rodzaje kar kryminalnych). Zbrodnię można popełnić tylko umyślnie. Warunkowe umorzenie postępowania nie może być stosowane wobec sprawcy zbrodni.
W obowiązującym prawie w Polsce następujące przestępstwa są zbrodniami:
- wszczęcie lub prowadzenie wojny napastniczej;
- ludobójstwo;
- stosowanie środków masowej zagłady zakazanych przez prawo międzynarodowe;
- przestępstwa wojenne polegające na pogwałceniu konwencji międzynarodowych odnoszących się do sposobów walki i poszanowania m.in. osób składających broń, sanitariuszy czy jeńców;
- zamach stanu;
- zamach na konstytucyjny organ RP;
- szpiegostwo;
- zamach na Prezydenta RP;
- masowy zamach przeciwko ludności;
- zabójstwo;
- przejęcie kontroli nad statkiem wodnym lub powietrznym połączone z narażeniem życia lub zdrowia wielu osób albo następstwem ciężkiego uszczerbku na zdrowiu wielu osób lub śmierci człowieka;
- zgwałcenie wspólnie z inną osobą, wobec wstępnego, zstępnego, przysposobionego, przysposabiającego, brata lub siostry, kobiety ciężarnej, z użyciem niebezpiecznego przedmiotu, z utrwaleniem obrazu lub dźwięku przebiegu (art. 197 § 3), wobec małoletniego poniżej lat 15, ze szczególnym okrucieństwem, ze skutkiem ciężkiego uszczerbku na zdrowiu (art. 197 § 4) lub ze skutkiem śmiertelnym (art. 197 § 5);
- handel ludźmi;
- zakładanie lub kierowanie zorganizowaną grupą przestępczą o charakterze terrorystycznym;
- rozbój z użyciem niebezpiecznego przedmiotu lub w stosunku do mienia o wartości większej niż pięciokrotność kwoty określającej mienie wielkiej wartości;
- fałszowanie pieniędzy;
- niewolnictwo i handel niewolnikami;
- sprzedaż narkotyków małoletnim;
- zbrodnie określone w tzw. Sierpniówce (dekrecie PKWN z dnia 31 sierpnia 1944 r. o wymiarze kary dla faszystowsko-hitlerowskich zbrodniarzy winnych zabójstw i znęcania się nad ludnością cywilną i jeńcami oraz dla zdrajców Narodu Polskiego);
- kierowanie lub organizacja obcego wywiadu na terenie RP;
- przemycanie znacznej ilości narkotyków lub dla korzyści majątkowej;
- pozbawienie wolności ze szczególnym udręczeniem;
- wzięcie i przetrzymywanie zakładnika;
- spowodowanie ciężkiego uszczerbku na zdrowiu;
- wyrabianie środków odurzających w znacznej ilości;
- zanieczyszczenie środowiska w znacznych rozmiarach ze skutkiem śmiertelnym lub ciężkiego uszczerbku na zdrowiu;
- przyjęcie lub udzielenie łapówki wielkiej wartości;
- fałszerstwo faktur o wartości większej niż pięciokrotność kwoty określającej mienie wysokiej wartości lub stanowiące stałe źródło dochodu;
- kradzież mienia o wartości większej niż pięciokrotność kwoty określającej mienie wielkiej wartości;
- paserstwo umyślne wobec mienia o wartości większej niż pięciokrotność kwoty określającej mienie wielkiej wartości;
- wyrządzenie szkody w obrocie gospodarczym wobec mienia o wartości większej niż pięciokrotność kwoty określającej mienie wielkiej wartości;
- pranie pieniędzy wobec mienia o wartości większej niż pięciokrotność kwoty określającej mienie wielkiej wartości;
- niwelowanie dokumentacji wobec mienia o wartości większej niż pięciokrotność kwoty określającej mienie wielkiej wartości.